# 夕陽のジプシー
『夕陽のジプシー』（せきようのジプシー）は宝塚歌劇団のミュージカル作品。星組公演。
併演作品は『ハッピー・トゥモロー』。

## 解説
※『宝塚歌劇100年史（舞台編）』の宝塚大劇場のページを参照
ジプシーの若者と貴族の恋を描いたロマン作品。
作者の内海重典による『ラ・グラナダ』の姉妹編ともいうべき作品。
青年のナノッシュと元貴族の娘のソフィアの恋をメインとし、情熱的なジプシーの世界が描かれている。
舞台は19世紀末のハンガリー。
泉鏡花の「滝の白糸」が作品の下敷きとして使用されている。

## 公演期間と公演場所
- 1976年10月1日 - 11月9日[1]（第一回・新人公演：10月15日[3]、第二回・新人公演：10月29日[3]）　宝塚大劇場
- 1977年3月2日 - 3月28日[2]（第一回・新人公演：3月13日[3]、第二回・新人公演：3月20日[3]）　東京宝塚劇場

## 主な配役
- ナノッシュ - 鳳蘭（第一回・新人公演：風美圭、第二回・新人公演：峰さを理）[3]
- ソフィア - 奈緒ひろき（第一回・新人公演：月城千晴、第二回・新人公演：夢まどか）[3]

## 宝塚大劇場公演のデータ
形式名は「ミュージカル・ロマンス」。副題は「ハンガリー舞曲第四番」。13場。

### スタッフ
- 作・演出：内海重典[1]
- 作曲・編曲：寺田瀧雄[4]
- 編曲：河崎恒夫[4]
- 音楽指揮：野村陽児[4]
- 振付：喜多弘[4]
- 装置：渡辺正男[4]
- 衣装：任田幾英[4]
- 照明：今井直次[5]
- 音響・録音：松永浩志[5]
- 小道具：万波一重[5]
- 効果：川ノ上智洋[5]
- 演出補：大関弘政[5]
- 演出助手：村上信夫[5]
- 制作：野田浜之助[5]